# Acontecimiento adverso severo
Una reacción adversa grave o acontecimiento adverso severo puede ocurrir en un ensayo clínico con fármacos realizado en humanos.
Se define como cualquier reacción nociva y no intencionada a un medicamento en investigación, independientemente de la dosis administrada.

Un RAG se establecerá cuando:
1. conlleve a la muerte,
2. ponga en riesgo la vida,
3. requiera la internación del hospitalizado o cause una prolongación de la hospitalización actual,
4. resulte en incapacidad duradera o significativa,
5. sea una malformación congénita/anomalía, o
6. requiera intervención para evitar discapacidad o daño permanente.[2]

La expresión "que pone en riesgo la vida" en su definición de "severo" se refiere a un acontecimiento en el cual la vida del paciente corrió peligro al momento del acontecimiento. No se refiere a un acontecimiento que, hipotéticamente, pudo haber causado la muerte si hubiera sido más grave. Además, acontecimientos adversos se definen como “cualquier ocurrencia médica inapropiada en un paciente o sujeto de investigación clínica a quien se le haya administrado un producto farmacéutico y que no necesariamente tenga que tener una relación causal con este tratamiento”.

## Investigación
Los investigadores de pruebas clínicas en humanos están obligados a informar estos acontecimientos en informes de estudio clínico. La investigación sugiere que a veces estos acontecimientos no se informan adecuadamente en informes disponibles al público. Debido a la falta de estos datos y la incertidumbre sobre métodos para sintetizarlos, los individuos que llevan a cabo análisis sistemáticos y metaanálisis de intervenciones terapéuticas a menudo exageran inconscientemente el beneficio de salud. Para equilibrar la exageración sobre el beneficio, los investigadores han requerido más informes de daños completos de pruebas clínicas.

## Términos relacionados
Se calcula que las reacciones adversas graves son acontecimientos adversos graves relacionados con los tratamientos con drogas. Una PRAGI (posible reacción adversa grave imprevista) debería informarse a un ente regulador de drogas con licencia para investigar utilizando el formulario del CIOMS (o un formulario equivalente en algunos países). "Imprevisto" significa que para un producto medicinal autorizado (aprobado) el acontecimiento no está descripto en la etiqueta del producto, o en el caso de un producto experimental (pendiente de aprobación) que el acontecimiento no está detallado en el Manual del investigador. Un acontecimiento adverso es un acontecimiento adverso que se cree que es causado por una intervención en la salud.